# Шальяпарва

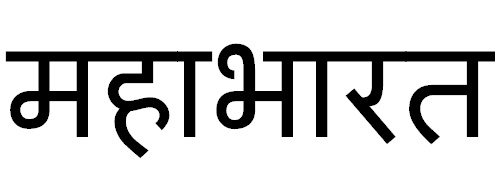
Махабха́рата

Шальяпарва (санскр. शल्यपर्व, «Книга о Шалье») — девятая книга «Махабхараты», состоит из 3,3 тыс. двустиший (64 главы по критическому изданию в Пуне). «Шальяпарва» повествует о баталиях и поединках в последний день восемнадцатидневной битвы на Курукшетре между войсками Пандавов и  Кауравов, завершившейся убиением главнокомандующего Кауравов — Шальи, полным разгромом войска Кауравов и гибелью их лидера — Дурьодханы.

## Сюжет

### Сказание об убиении Шальи
Вайшампаяна рассказывает Джанамеджае о продолжении битвы на Курукшетре. После гибели Карны Дурьодхана отправляется в свой лагерь вместе с оставшимися в живых царями-союзниками. Горестно сетуя, он принимает твёрдое решение сражаться и, назначив главнокомандующим Шалью, выступает на битву. После учинённого Шальей в войске Пандавов кровавого опустошения он гибнет в полдень от руки Юдхиштхиры. Дурьодхана, потеряв войско, в страхе перед врагами бежит с поля сражения и прячется в озере. Пандавы окружают озеро и выманивают оттуда Дурьодхану, который вслед за тем получает смертельное ранение в поединке с Бхимасеной. Под покровом ночи трое оставшихся в живых воинов из лагеря  Кауравов вырезают войско Пандавов. Явившись в Город слона, Санджая рассказывает обо всём Дхритараштре, который перед тем размышлял об убийстве Карны.
Услышав жестокие слова, Дхритараштра, Видура, Гандхари и все женщины куру лишаются чувств и падают наземь. Родственники окропляют царя холодной водой и обмахивают опахалами. Придя в себя, Дхритараштра велит удалиться Гандхари и все женщинам и друзьям. После длительных горестных сетований в присутствии Видуры и Санджаи он вопрошает последнего о подробностях, как всё произошло. Санджая подчиняется воле царя и в деталях рассказывает о завершении битвы на Курукшетре.
После гибели Карны на семнадцатый день противостояния к Дурьодхане приближается Крипа и в гневе обращает к нему красноречивый обстоятельный призыв к заключению мира путём переговоров с Пандавами. Поразмыслив с минуту, Дурьодхана отвергает предложение Крипы. Он выражает понимание того, что поражение неизбежно, однако сохраняет твёрдое намерение выполнить дхарму кшатрия и, оставив различные предметы удовольствий, принять смерть в битве и отправиться после неё в блаженные миры на небеса. Все кшатрии выражают одобрение решению своего лидера и предлагают ему выбрать предводителя своих войск. Дурьодхана на колеснице отправляется к Ашваттхаману и советуется с ним о преемнике Карны. Ашваттхаман рекомендует назначить верховным военачальником Шалью, и Дурьодхана принимает этот совет. Юдхиштхира спрашивает у Кришны, как ему следует поступить в связи с назначением Шальи. Кришна призывает его убить Шалью в битве.
По прошествии ночи цари Кауравов приходят к соглашению, что ни один из них никоим образом не должен сражаться с Пандавами в одиночку. Шалья выступает на бой во главе единого строя, а Пандавы атакуют их, разделив своё войско на три части. После страшного побоища воины Кауравов обращаются в бегство. Шалья велит своему вознице мчаться на колеснице навстречу Юдхиштхире и, остановив бегство войска своим примером, организует контрнаступление. В свирепой битве он осыпает противников ливнем стрел и, вступив в ходе ожесточённого сражения в поединок в Бхимасеной, поражает его пикой в грудь. Тот бесстрашно извлекает пику и убивает ею возницу Шальи. Поединок продолжается на палицах, и соперники наносят друг другу сильные удары по жизненно важным местам, после чего Крипа на своей колеснице поспешно вывозит Шалью с поля битвы. Бой продолжается, и вновь вступивший в него Шалья поражает стрелами Пандавов и теснит Юдхиштхиру. Длительное кровопролитное столкновение завершается убиением Юдхиштхирой Шальи при помощи дротика и младшего брата Шальи при помощи стрел.

### Сказание о погружении в озеро
После смерти Шальи его последователи численностью в семьсот воинов отказываются подчиняться приказам  Дурьодханы и своевольно врываются в войско Пандавов с целью убить Юдхиштхиру. Братья и ближайшие сподвижники владыки Пандавов окружают его и истребляют нападающих. Шакуни оправдывает сторонников Шальи и побуждает Дурьодхану помочь им в сражении. Однако войско  Кауравов после гибели Шальи теряет надежду на победу и в полдень в страхе бежит прочь, преследуемое противниками с тыла. Дурьодхана велит своему вознице направить колесницу в тыл, чтобы сразиться с Пандавами и остановить бегство своего войска. Тем временем Бхимасена уничтожает палицей двадцать одну тысячу пехотинцев, сдерживающих его. Дурьодхане удаётся обратить вспять своих отступающих воинов, после чего восседающий на огромном слоне повелитель млеччхов Шальва разбивает войско Пандавов. Дхриштадьюмна в гневе пронзает голову слона пятью стрелами и добивает его палицей, а Сатьяки сносит стрелой голову Шальве. Войско Кауравов возглавляет Критаварман, но Сатьяки убивает его коней и возницу. Крипа вывозит Критавармана из битвы на своей колеснице, после чего Дурьодхана в одиночку сдерживает стрелами войско Пандавов. Не видя царя, его братья возвращаются назад и возобновляют сражение.
Во время страшного побоища показываются грозные знамения — дрожит земля, с неба падают метеоры, со всех сторон поднимается сильный ветер. Кришна привозит Арджуну на колеснице в самую гущу вражеского войска, и тот стрелами обращает противников в бегство. Дурьодхана верхом на коне отъезжает на небольшое расстояние после того, как Дхриштадьюмна убивает его возницу и впряжённых в колесницу коней. Пятеро Пандавов сражаются против окруживших их трёх тысяч слонов, а Крипа, Критаварман и Ашваттхаман отправляются на розыски Дурьодханы. Санджая вступает в бой на стороне Кауравов, но терпит поражение и в бессознательном состоянии попадает в плен к Сатьяки. Бхимасена убивает братьев Дурьодханы, так что из всех сыновей Дхритараштры в сражении остаются в живых только Дурьодхана и Сударша. Видя их посреди конницы, Пандавы устремляются в последнее сражение. Сахадева убивает Шакуни вместе с его сыном, а затем войско Кауравов подвергается полному уничтожению. Из всего войска Пандавов уцелеть удаётся двум тысячам колесниц, семи сотням слонов, пяти тысячам всадников и десяти тысячам пехотинцев.
Дурьодхана остаётся в одиночестве и, потеряв убитым коня, в страхе бежит на восток. Сатьяки по наущению Дхриштадьюмны намеревается убить пленного Санджаю, но отпускает его в соответствии с пожеланием подошедшего к ним Вьясы. Сняв доспехи, залитый кровью Санджая отправляется вечером в город и на расстоянии одной кроши (3,5 км) встречает стоящего одиноко на поле битвы печального Дурьодхану. Узнав от Санджаи о смерти всех своих братьев и полном разгроме своего войска, Дурьодхана просит передать Дхритараштре, что он погрузился в озеро, а затем, действительно, погружается в озеро, сделав его воды недвижимыми. Вскоре Санджая встречает едущих на колесницах Крипу, Ашваттхамана и Критавармана. Посадив Санджаю на колесницу Крипы, они вскоре после захода солнца следуют в лагерь Кауравов. Приближённые Дурьодханы, взяв с собой царских жён, отправляются из лагеря в город. Юютсу с позволения Юдхиштхиры быстро въезжает в Хастинапур, где рассказывает обо всём Видуре.

### Сказание о паломничестве в места священных омовений
Пандавы тщатся разыскать  Дурьодхану и возвращаются в свой лагерь, когда их верховые и упряжные животные сильно утомляются. Критаварман, Крипа и Ашваттхаман испытывают тревогу в опустевшем к вечеру лагере Кауравов и направляются к озеру, где укрывается Дурьодхана. Выжившие трое Кауравов уговаривают своего царя возобновить сражение, и он соглашается вступить в бой наутро. Во время разговора их обнаруживают охотники, которые вслед за тем спешно являются к Пандавам и рассказывают о местонахождении Дурьодханы. Пандавы с радостью отправляются к озеру Двайпаяна, и шум их войска заставляет соратников Дурьодханы с его согласия быстро удалиться. Приблизившись к Дурьодхане, скрывающемуся в водах озера, Юдхиштхира призывает его выйти на битву. Тот в ответ отрекается от царства в пользу Пандавов и выражает намерение стать лесным отшельником. Юдхиштхира отказывается принять царство в дар и требует от Дурьодханы принять вызов на битву. Глава Кауравов соглашается при условии, что битва будет вестись один на один. Юдхиштхира принимает это условие, а также дарует противнику возможность выбрать оружие и возможность сохранения царского трона в случае, если он победит хотя бы одного из Пандавов. Дурьодхана, восстав из вод озера, изъявляет желание сразиться на палицах с Юдхиштхирой.
Кришна порицает Юдхиштхиру за легкомысленные обещания врагу, сравнивая их с игрой в кости, тринадцать лет назад положившей начало бедствиям бхаратов. Он говорит, что Дурьодхана все эти тринадцать лет упражнялся во владении палицей, а потому из всех Пандавов ему может противостоять лишь могучий Бхимасена, да и тому победа не гарантирована из-за превосходства противника в ловкости. Бхимасена при этих словах охотно вызывается сразиться и получает одобрение Кришны, а также всех остальных спутников. Подступив к сыну Дхритараштры, Бхимасена напоминает о всех злодеяниях, совершённых Дурьодханой и его отцом, и грозит расплатой. Глава Кауравов принимает вызов. Когда жестокая битва уже готова начаться, туда приходит Баларама, старший брат Кришны. После приветствий Баларама усаживается среди царей в ожидании страшной битвы, которая должна положить конец многолетней вражде.
Вайшампаяна по просьбе Джанамеджаи делает отступление и, вернувшись к событиям, предшествовавшим битве на Курукшетре, рассказывает о том, как Баларама отказался примкнуть к одной из сторон и вместо того отправился в паломничество к местам священных омовений на реке Сарасвати в сопровождении жрецов, друзей и слуг. Вайшампаяна подробно описывает места священных омовений и рассказывает множество связанных с ними легенд.

### Сказание о битве на палицах

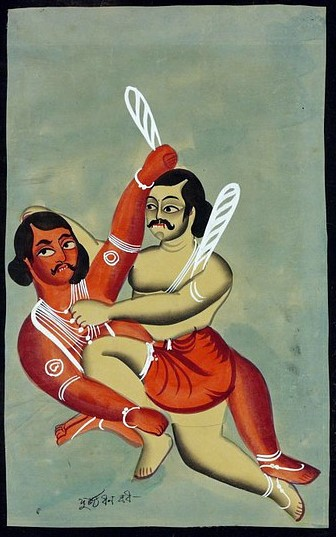
Бхимасена сражается с Дурьодханой. Аноним, 1885.

По предложению Баларамы все присутствующие отправляются в западном направлении в Самантапанчаку, поскольку это священное место считается благоприятным для нашедших смерть в бою. Они решают избрать ареной место, расположенное югу от реки Сарасвати и свободное от солончаков. Облачённые в доспехи Дурьодхана и Бхимасена сначала обмениваются колкими словами, а затем начинают битву. В это время показываются различные грозные знамения: дуют сильные ветры, со свистом падают метеоры, воют шакалы, и наступает непредусмотренное астрономическими закономерностями солнечное затмение. Битва на палицах с переменным успехом продолжается до конца дня. Арджуна по совету Кришны подаёт Бхимасене знак, чтобы тот прибег к обману. Бхимасена наносит противнику удар палицей ниже пояса и раздробляет ему бёдра. После этого земля сотрясается, падает огромный метеор, дуют ветры, обрушиваются кровавый ливень и ливень пыли, животные поднимают страшный шум.
Бхимасена, подойдя к поверженному врагу, с язвительными речами ставит ногу ему на голову. Юдхиштхира пытается урезонить своего брата, а Баларама в гневе устремляется к победителю, грозя оружием. Кришна удерживает Балараму, и тот в недовольстве уезжает на колеснице в Двараку. Кришна вопрошает Юдхиштхиру о причине, по которой тот попустительствует издевательствам над владыкой Кауравов, но услышав в ответ о великом горе, лежащем на сердце у Бхимасены, выражает одобрение всему, что было совершено Бхимасеной в битве. Войско Пандавов в ликовании славословит Бхимасену, на что Кришна рекомендует им прекратить обсуждение поверженного злостного негодяя и уезжать. Смертельно раненый Дурьодхана, услышав эти слова, перечисляет множество коварных недостойных поступков самого Кришны и выражает удовлетворение концом своего жизненного пути, наступившим в соответствии с дхармой кшатриев. По окончании его речи с неба падает густой ливень благовонных цветов, и апсары, гандхарвы и сиддхи воздают почести Дурьодхане, чем вызывают стыд Пандавов.
Кришна успокаивает своих родственников и предлагает отдохнуть в шатрах. Войско отправляется в лагерь Кауравов, где и располагается на отдых. Лишь пятеро Пандавов и Сатьяки по совету Кришны вместе с ним уезжают из лагеря и проводят ночь на берегу священной реки Огхавати. Кришна по поручению Пандавов отправляется на колеснице в Город слона, чтобы успокоить лишившуюся сыновей Гандхари. Прибыв в Хастинапур, Кришна приветствует Вьясу, Дхритараштру и Гандхари, а затем произносит речь, в которой оправдывает Пандавов и просит Гандхари не гневаться на них. Гандхари соглашается с Кришной, после чего тот рассказывает Дхритраштре о своих подозрениях в отношении задумавшего убить ночью Пандавов Ашваттхамана и в этой связи спешно отбывает обратно.
Санджая рассказывает Дхритараштре о том, как умирающий Дурьодхана посылает глашатаев к Ашваттхаману, Крипе и Критаварману. Прибыв к своему царю, последние оставшиеся в живых Кауравы выражают скорбь из-за его бедственного положения. Успокоив их, Дурьодхана поручает Крипе посвятить Ашваттхамана на пост верховного военачальника. После посвящения трое Кауравов уезжают.